# Holliday Grainger
Holliday Clark Grainger, detta Holly (Didsbury, 27 marzo 1988), è un'attrice britannica.

## Biografia
Holliday Grainger nasce a Didsbury il 27 marzo 1988. Cresce a Manchester, ma, essendo il nonno di origini italiane, visita spesso l'Italia durante l'infanzia. Inizia a lavorare in televisione a partire dall'età di sei anni, partecipando a diverse serie e film indipendenti. Dopo il diploma, nel 2006, si iscrive alla facoltà di letteratura inglese e prosegue i suoi studi di recitazione affermandosi come attrice anche nel cinema.
Inizia la sua carriera da bambina, lavorando per la BBC in alcune serie televisive quali Casualty, Doctors e Waterloo Road. Nel 2008 ottiene il ruolo di Sophia nella serie britannica Merlin. Dal 2011 al 2013 interpreta il personaggio storico di Lucrezia Borgia nella serie canadese I Borgia, al fianco di Jeremy Irons, interprete di Papa Alessandro VI. Il regista Premio Oscar Neil Jordan è costretto a concludere la serie con la terza stagione. In ambito cinematografico, l'attrice riveste i panni di una delle sorelle Rivers nel film del 2011 Jane Eyre. Nel 2012 è al fianco di Robert Pattinson e Uma Thurman in Bel Ami - Storia di un seduttore e interpreta il ruolo della Baronessa Shilton nel film in costume Anna Karenina.
Nel 2012 il regista Mike Newell dirige un nuovo adattamento del romanzo di Charles Dickens Grandi speranze, nel quale la Grainger interpreta Estella. Il film viene proiettato in anteprima al Toronto International Film Festival. L'anno seguente prende parte alle riprese di Cenerentola di Kenneth Branagh, remake live action del film del 1950 dove la Grainger interpreta Anastasia Tremaine, una delle sorellastre. Successivamente recita in Posh, film di Lone Scherfig che narra la storia di un gruppo di ricchi e viziati studenti dell'Università di Oxford. Dal 2017 interpreta il ruolo di Robin Ellacott nella serie televisiva Strike, basata sui romanzi polizieschi scritti da J. K. Rowling con lo pseudonimo di Robert Galbraith. Nel 2025 recita in Mickey 17, film diretto da Bong Joon-ho.

## Filmografia

### Cinema
- Awaydays, regia di Pat Holden (2009)
- The Scouting Book for Boys, regia di Tom Harper (2009)
- Colette, regia di Nicola Morris – cortometraggio (2010)
- Jane Eyre, regia di Cary Fukunaga (2011) - Diana Rivers
- Rachael, regia di John Rankin Waddell – cortometraggio (2012)
- Bel Ami - Storia di un seduttore (Bel Ami), regia di Declan Donnellan e Nick Ormerod (2012)
- Anna Karenina, regia di Joe Wright (2012)
- Grandi speranze (Great Expectations), regia di Mike Newell (2012)
- Goblin?, regia di Christian James – cortometraggio (2014)
- Posh (The Riot Club), regia di Lone Scherfig (2014)
- Cenerentola (Cinderella), regia di Kenneth Branagh (2015)
- L'ultima tempesta (The Finest Hours), regia di Craig Gillespie (2016)
- Home, regia di Daniel Mulloy – cortometraggio (2016)
- Robot & Scarecrow, regia di Kibwe Tavares – cortometraggio (2017)
- Rachel (My Cousin Rachel), regia di Roger Michell (2017)
- La ragazza dei tulipani (Tulip Fever), regia di Justin Chadwick (2017)
- Il segreto delle api (Tell It to the Bees), regia di Annabel Jankel (2018)
- Animals, regia di Sophie Hyde (2019)
- Mickey 17, regia di Bong Joon-ho (2025)

### Televisione
- All Quiet on the Preston Front – serie TV, 15 episodi (1997-1997)
- The Missing Postman , regia di Alan Dossor – film TV (1997)
- Comin' Atcha! – serie TV, episodio 2×05 (2000)
- Roger and the Rottentrolls – serie TV, 20 episodi (1998-2000)
- Casualty – serie TV, episodio 14x26 (2000)
- Daddyfox, regia di John McCormack – film TV (2000)
- Dalziel and Pascoe – serie TV, episodio 6x01 (2001)
- Doctors – soap opera, puntate 2x110-7x87 (2001-2005)
- Sparkhouse, regia di Robin Shepperd – miniserie TV, puntate 2-3 (2002)
- The Royal – serie TV, episodio 1x03 (2003)
- The Illustrated Mum, regia di Cilla Ware – film TV (2003)
- Where the Heart Is – serie TV, 27 episodi (2003-2005)
- No Angels – serie TV, episodio 2x05 (2005)
- Magnificent 7, regia di Kenneth Glenaan – film TV (2005)
- Johnny and the Bomb, regia di Dermot Boyd – miniserie TV, puntate 1-2-3 (2006)
- New Street Law – serie TV, episodio 1x01 (2006)
- The Bad Mother's Handbook, regia di Robin Shepperd – film TV (2007)
- Waterloo Road – serie TV, 4 episodi (2007)
- M.I. High - Scuola di spie (M.I. High) – serie TV, episodio 2x01 (2008)
- The Royal Today – serie TV, episodio 1x03 (2008)
- Fairy Tales, regia di Euros Lyn – miniserie TV, puntata 4 (2008)
- Dis/Connected, regia di Tom Harper – film TV (2008)
- Waking the Dead – serie TV, episodi 7x05-7x06 (2008)
- Merlin – serie TV, episodio 1x07 (2008)
- Demons, regia di Tom Harper e Matthew Evans – miniserie TV, 6 puntate (2009)
- Mark's Brilliant Blog, regia di Kirsty Smith – film TV (2009)
- Robin Hood – serie TV, episodio 3x09 (2009)
- Blue Murder – serie TV, episodio 5x01 (2009)
- Above Suspicion – serie TV, episodi 1x01-1x02-1x03 (2010)
- Five Daughters, regia di Philippa Lowthorpe – miniserie TV, puntate 2-3 (2010)
- Stanley Park, regia di Misha Manson-Smith – film TV (2010)
- Any Human Heart, regia di Michael Samuels – miniserie TV, puntate 1-2 (2010)
- I Borgia (The Borgias) – serie TV, 29 episodi (2011-2013) - Lucrezia Borgia
- Bonnie & Clyde, regia di Bruce Beresford – miniserie TV, puntate 1-2 (2013)
- L'amante di Lady Chatterley (Lady Chatterley's Lover), regia di Jed Mercurio – film TV (2015)
- Philip K. Dick's Electric Dreams – serie TV, episodio 1x01 (2017)
- Strike – serie TV, 19 episodi (2017-2024) – Robin Ellacott
- Patrick Melrose, regia di Edward Berger – miniserie TV, puntate 2-3 (2018)
- The Capture – serie TV, 12 episodi (2019-2022)
- The Stolen Girl, regia di Eva Husson – miniserie TV (2025)

## Radio
- The Impcat Winter - podcast, 9 episodi (2022)

## Doppiatrici italiane
Nelle versioni in italiano delle opere in cui ha recitato, Holliday Grainger è stata doppiata da:
- Francesca Manicone in Jane Eyre, Bonnie & Clyde, L'amante di Lady Chatterley, Philip K. Dick’s Electric Dreams,  Strike, Rachel
- Veronica Puccio in Cenerentola, L'ultima tempesta
- Valentina Mari in Grandi speranze
- Tiziana Martello ne I Borgia
- Myriam Catania in Posh
- Roberta De Roberto in Anna Karenina
- Eleonora Reti in Merlin
- Federica De Bortoli in Patrick Melrose
- Domitilla D'Amico in La ragazza dei tulipani
- Francesca Barnato in Mickey 17